# Шибулак
Шибулак (каз. Шибұлақ) — село у складі Темірського району Актюбінської області Казахстану. Входить до складу Кайиндинського сільського округу.
Населення — 54 особи (2021; 196 у 2009, 377 у 1999, 371 у 1989).